# Anita Dymszówna

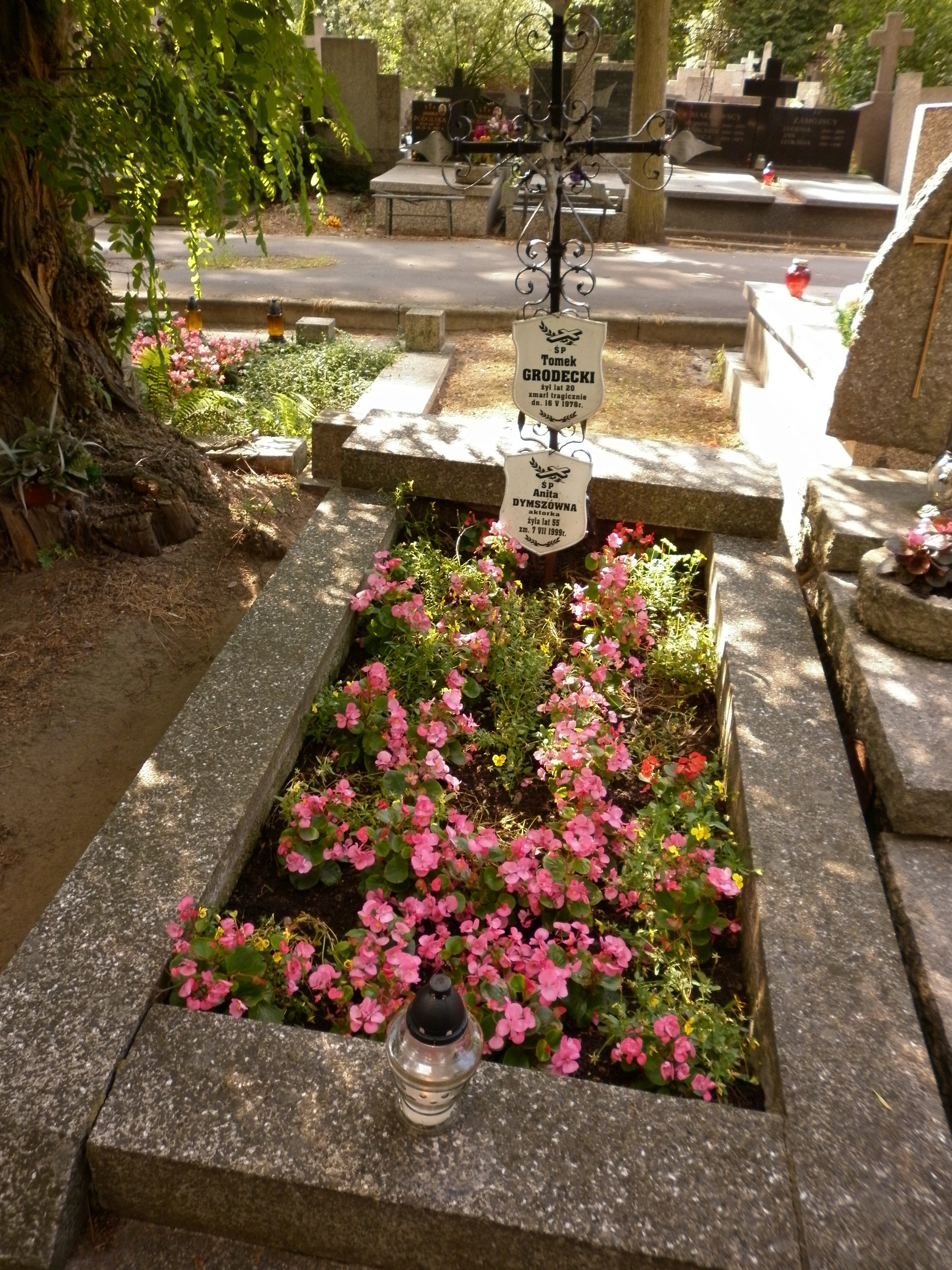
Grób aktorki na cmentarzu Bródnowskim

Anita Dymszówna, właściwie Anita Bagińska-Damięcka (ur. 3 marca 1944 w Warszawie, zm. 7 lipca 1999 tamże) – polska aktorka teatralna i filmowa. Córka znanego aktora i komika Adolf Dymszy (1900/1975) i tancerki Zofii Olechnowicz (1911/1986).  

## Życiorys
W 1968 roku ukończyła Państwową Wyższą Szkołę Teatralną w Warszawie. W latach 1970–1979 występowała na deskach Teatru Narodowego, a od 1979 do 1 kwietnia 1983 w Teatrze Komedia. Występowała także m.in. w Teatrze Telewizji, kabarecie Dudek oraz gościnnie w Teatrze Syrena.

### Życie prywatne
Była córką aktora i komika Adolfa Dymszy oraz pierwszą żoną aktora Macieja Damięckiego.  Zmarła po długiej walce z chorobą. Została pochowana na cmentarzu Bródnowskim w Warszawie (kw. 29B-5-6).

## Filmografia
Filmy
- 1962: Miłość dwudziestolatków (L’Amour à vingt ans) Warszawa
- 1966: Kochajmy syrenki jako dziewczyna w biurze w Bolesławcu, nie ujęta w czołówce
- 1967: Raz, dwa, trzy
- 1970: Pan Dodek jako dziennikarka

Seriale
- 1976: 07 zgłoś się odc. 1 Major opóźnia akcję jako Anna Tyszko, dłużniczka „Inżyniera”

## Teatr
| - 1967: Trzy siostry A. Czechowa jako Masza - 1968: Kram z piosenkami L. Schillera jako gość, dziewczyna, panienka i in. - 1970: Kordian J. Słowackiego jako chór - 1970: Czajka A. Czechowa jako Nina Zarieczna - 1970: Opera za trzy grosze B. Brechta jako Lucy - 1970: Norwid C.K. Norwida - 1971: Beniowski J. Słowackiego jako muza - 1971: Tragedia o bogaczu i Łazarzu jako anioł, panna I - 1971: W tym sęk...! - 1971: Zakładnik B. Behana jako Teresa - 1972: Proces F. Kafki jako dziewczyna - 1972: Kochankowie piekła J.M. Rymkiewicza jako Inez | - 1972: Lorenzaccio A. de Musseta jako Gabriela - 1973: Ferdynand Wspaniały L.J. Kerna - 1973: Trzy po trzy A. Fredry jako Marta - 1974: Balladyna J. Słowackiego jako pani - 1974: Wesele S. Wyspiańskiego jako chłopka - 1975: Pluskwa W. Majakowskiego jako asystentka, gość, dziewczyna - 1979: Krasnoludki, krasnoludki T. Kijonki jako krasnoludek - 1979: Siódme: mniej kradnij, D. Fo jako prostytutka - 1981: Ja się nie boję braci Rojek K.I. Gałczyńskiego - 1981: Fachowcy S. Friedmanna i J. Kofty - 1981: Krawcy szczęścia T. Kwinty jako Straganicha |